# Draconarius naranensis
Draconarius naranensis là một loài nhện trong họ Amaurobiidae.
Loài này thuộc chi Draconarius. Draconarius naranensis được miêu tả năm 2005 bởi Ovtchinnikov.